# Associazione Calcio Monza 1939-1940
Questa voce raccoglie le informazioni riguardanti l'Associazione Calcio Monza nelle competizioni ufficiali della stagione 1939-1940.

## Stagione
Nella stagione 1939-1940 il Monza disputa il girone C del campionato di Serie C, con 20 punti in classifica si piazza in dodicesima posizione, retrocedono in Prima Divisione la Gerli di Cusano Milanino e la Gallaratese, in seguito quest'ultima verrà ripescata in Serie C. Il torneo è stato vinto con 40 punti dalla Varese Sportiva davanti al Seregno con 39 punti ed alla Pro Patria con 38 punti. Poi nel girone finale i varesini non riusciranno a raggiungere la promozione. 
In casa monzese l'ennesimo nuovo presidente è Antonio Bolognini, che affida la squadra al tecnico Alessandro Scarioni. Sono stagioni dure non solo per la guerra incombente, ma anche per la penuria di risorse materiali e sportive. In questa prima stagione "bellica" il Monza lotta per evitare la retrocessione con Caratese, Gerli e Gallaratese, dopo una strenua lotta a soccombere saranno le ultime due. Con sei reti il miglior marcatore biancorosso è Dante Compostella, cinque di queste in una gara alla Gallaratese. Il 14 gennaio 1940 nella penultima di andata messo sotto (2-0) il Varese che vincerà il girone. Nella Coppa Italia di Serie C il Monza elimina nel turno preliminare il Pontisola, nel primo turno il Como, nel secondo turno il Legnano, poi nel terzo turno viene estromesso dal Vicenza che batte il Monza (4-2) dopo i tempi supplementari.

## Rosa
| N. |                   | Ruolo | Calciatore          |
| -- | ----------------- | ----- | ------------------- |
|    | Italia (bandiera) | A     | Luigi Beccari       |
|    | Italia (bandiera) | D     | Giulio Beretta      |
|    | Italia (bandiera) | D     | G. Borgonovo        |
|    | Italia (bandiera) | D     | Riccardo Caglio     |
|    | Italia (bandiera) | A     | Luigi Caprotti      |
|    | Italia (bandiera) | D     | Riccardo Colombo    |
|    | Italia (bandiera) | C     | Dante Compostella   |
|    | Italia (bandiera) | P     | Ernesto Corno       |
|    | Italia (bandiera) | D     | Giuseppe Erba       |
|    | Italia (bandiera) | P     | Guerrino Faini      |
|    | Italia (bandiera) | A     | Attilio Farina      |
|    | Italia (bandiera) | D     | Giuseppe Fiammenghi |
|    | Italia (bandiera) | A     | Plinio Formicola    |
|    | Italia (bandiera) | D     | Luigi Fumagalli     |
|    | Italia (bandiera) | P     | Serafino Galbiati   |

| N. |                   | Ruolo | Calciatore                |
| -- | ----------------- | ----- | ------------------------- |
|    | Italia (bandiera) | A     | Luigi Gelosa              |
|    | Italia (bandiera) | A     | Fiorano Grassi            |
|    | Italia (bandiera) | A     | Gian Luigi Lecchi         |
|    | Italia (bandiera) | A     | Pierino Mandelli          |
|    | Italia (bandiera) | D     | Costantino Mariani        |
|    | Italia (bandiera) | A     | Attilio Migliavacca       |
|    | Italia (bandiera) | A     | Gino Pedani               |
|    | Italia (bandiera) | A     | Edgardo Rebosio           |
|    | Italia (bandiera) | A     | Redaelli                  |
|    | Italia (bandiera) | C     | Mario Riva                |
|    | Italia (bandiera) | P     | Alfredo Rivolta           |
|    | Italia (bandiera) | D     | Cesare Ferdinando Rossini |
|    | Italia (bandiera) | A     | Otto Schäfer              |
|    | Italia (bandiera) | A     | Ferruccio Viganò          |
|    | Italia (bandiera) | C     | Antonio Vismara           |

## Risultati

### Girone di andata
| Arbitro: | Zeni (Casalpusterlengo) |

|            |           |          |
| Gelosa 70’ | Marcatori | 65’ Sala |

| Arbitro: | Savio (Torino) |

|            |           |  |
| Degara 52’ | Marcatori |  |

| Arbitro: | Zilli (Reggio Emilia) |

|  |           |              |
|  | Marcatori | 8’, 52’ Leva |

| Arbitro: | Codeluppi (Lodi) |

|  |           |                 |
|  | Marcatori | 67’, 84’ Lecchi |

| Arbitro: | Motta (Pavia) |

|                            |           |            |
| Toscano 22’, 47’ Donna 62’ | Marcatori | 34’ Lecchi |

| 29 ottobre 1939 6ª giornata |  | – Turno di riposo MONZA |  |  |

| Gallarate 5 novembre 1939 7ª giornata | Gallaratese      | 0 – 0 | Monza | Campo Alessandro Maino\| Arbitro: \| Dagnino (Genova) \| |
| Arbitro:                              | Dagnino (Genova) |       |       |                                                          |

| Arbitro: | Canavesio (Torino) |

|            |           |              |
| Farina 56’ | Marcatori | 65’ Capiaghi |

| Arbitro: | Neri (Vicenza) |

|                                     |           |  |
| Gallanti 57’ Ferrari 81’ Moalli 89’ | Marcatori |  |

| Arbitro: | Rosso (Torino) |

|               |           |                               |
| Fumagalli 40’ | Marcatori | 3’ Guidi 30’ (rig.) Tremolada |

| Arbitro: | Rossi (Milano) |

|              |           |           |
| Bonfanti 68’ | Marcatori | 5’ Farina |

| Arbitro: | De Benedictis (Padova) |

|             |           |             |
| Colombo 80’ | Marcatori | 22’ Bianchi |

| Arbitro: | Rosso (Torino) |

|                                            |           |  |
| Zanni 5’ (rig.) Mingardi 41’ Ghirlanda 66’ | Marcatori |  |

| Arbitro: | Briganti (Ravenna) |

|                              |           |  |
| Gelosa 56’ (rig.) Lecchi 71’ | Marcatori |  |

| Arbitro: | Garzena (Voghera) |

|                                             |           |             |
| Viganò 9’ (rig.) 81’ Zoppi 44’ Rossetti 85’ | Marcatori | 38’ Schafer |

### Girone di ritorno
| Arbitro: | Masini (Genova) |

|             |           |                         |
| Vergani 41’ | Marcatori | 1’ Grassi 52’ Fumagalli |

| Arbitro: | Tassini (Verona) |

|            |           |  |
| Grassi 10’ | Marcatori |  |

| Arbitro: | Ferrari (Vicenza) |

|                             |           |            |
| Palma 57’ (rig.) Cereda 69’ | Marcatori | 32’ Grassi |

| Arbitro: | Garassino (Varese) |

|                        |           |                         |
| Gelosa 10’ Colombo 55’ | Marcatori | 75’ Cagnoni 87’ Guerini |

| Arbitro: | Marsciani (Modena) |

|            |           |                                |
| Grassi 52’ | Marcatori | 3’, 34’, 79’ Toscano 75’ Sella |

| 10 marzo 1940 21ª giornata |  | – Turno di riposo MONZA |  |  |

| Arbitro: | Brunetti (Bologna) |

| |           |            |
| Compostella 3’, 52’, 60’ Fumagalli 39’, 86’ Schafer 69’, 81’ Gelosa 79’ (rig.) Compostella 65’, 83’ | Marcatori | 24’ Grandi |

| Arbitro: | Milanone Ridor (Biella) |

|                                              |           |  |
| Varini 27’ Fumagalli 42’ (aut.) Capiaghi 56’ | Marcatori |  |

| Arbitro: | Mastrazzi (Brescia) |

|            |           |                      |
| Grassi 29’ | Marcatori | 75’ Ferrari 84’ Como |

| Arbitro: | Maggi (Novara) |

|                      |           |           |
| Caccia 4’ Fasoli 74’ | Marcatori | 1’ Farina |

| Monza 21 aprile 1940 26ª giornata | Monza          | 0 – 0 | Lecco | Campo di via Ghilini\| Arbitro: \| Carli (Padova) \| |
| Arbitro:                          | Carli (Padova) |       |       |                                                      |

| Arbitro: | Tarocco (Verona) |

|                     |           |                 |
| Monti 44’, 66’, 83’ | Marcatori | 30’ Compostella |

| Arbitro: | Savio (Torino) |

|                |           |  |
| Migliavacca 4’ | Marcatori |  |

| Arbitro: | Rabitti (Genova) |

|                                                       |           |  |
| Guidali 11’ (rig.) 80’ (rig.) Cavazza 20’ Ferrara 42’ | Marcatori |  |

| Arbitro: | Moradei (Trieste) |

|                                  |           |                  |
| Vismara 55’ Cost. Mariani II 87’ | Marcatori | 39’, 80’ Camerin |

## Statistiche

### Statistiche di squadra
| Competizione | Punti | In casa | In casa | In casa | In casa | In casa | In casa | In trasferta | In trasferta | In trasferta | In trasferta | In trasferta | In trasferta | Totale | Totale | Totale | Totale | Totale | Totale | DR  |
| Competizione | Punti | G       | V       | N       | P       | Gf      | Gs      | G            | V            | N            | P            | Gf           | Gs           | G      | V      | N      | P      | Gf     | Gs     | DR  |
| ------------ | ----- | ------- | ------- | ------- | ------- | ------- | ------- | ------------ | ------------ | ------------ | ------------ | ------------ | ------------ | ------ | ------ | ------ | ------ | ------ | ------ | --- |
| Serie C      | 20    | 14      | 4       | 6       | 4       | 24      | 18      | 14           | 2            | 2            | 10           | 10           | 31           | 28     | 6      | 8      | 14     | 34     | 49     | -15 |
| Coppa Italia | 6     | 2       | 2       | 0       | 0       | 4       | 2       | 2            | 1            | 0            | 1            | 5            | 6            | 4      | 3      | 0      | 1      | 9      | 8      | +1  |

### Statistiche dei giocatori
| Giocatore      | Serie C  | Serie C | Coppa Italia | Coppa Italia | Totale   | Totale |
| Giocatore      | Presenze | Reti    | Presenze     | Reti         | Presenze | Reti   |
| -------------- | -------- | ------- | ------------ | ------------ | -------- | ------ |
| L. Beccari     | 1        | 0       | 0            | 0            | 1        | 0      |
| G. Beretta     | 22       | 0       | 1            | 0            | 23       | 0      |
| G. Borgonovo   | 5        | 0       | 1            | 0            | 6        | 0      |
| R. Caglio      | 5        | 0       | 0            | 0            | 5        | 0      |
| L. Caprotti    | 2        | 0       | 2            | 0            | 4        | 0      |
| R. Colombo     | 11       | 2       | 1            | 0            | 12       | 2      |
| D. Compostella | 19       | 6       | 1            | 0            | 20       | 6      |
| E. Corno       | 1        | -2      | 0            | 0            | 1        | -2     |
| G. Erba        | 5        | 0       | 2            | 0            | 7        | 0      |
| G. Faini       | 3        | -7      | 0            | 0            | 3        | -7     |
| A. Farina      | 24       | 1       | 4            | 2            | 28       | 3      |
| G. Fiammenghi  | 22       | 0       | 4            | 0            | 26       | 0      |
| P. Formicola   | 3        | 0       | 3            | 1            | 6        | 1      |
| L. Fumagalli   | 14       | 4       | 0            | 0            | 14       | 4      |
| S. Galbiati    | 19       | -33     | 4            | -6           | 23       | -39    |
| L. Gelosa      | 27       | 4       | 4            | 4            | 31       | 8      |
| F. Grassi      | 15       | 5       | 1            | 1            | 16       | 6      |
| G.L. Lecchi    | 10       | 4       | 3            | 0            | 13       | 4      |
| P. Mandelli    | 8        | 0       | 2            | 0            | 10       | 0      |
| C. Mariani     | 25       | 1       | 4            | 1            | 29       | 2      |
| A. Migliavacca | 3        | 1       | 0            | 0            | 3        | 1      |
| G. Pedani      | 11       | 0       | 1            | 0            | 12       | 0      |
| E. Rebosio     | 3        | 0       | 2            | 0            | 5        | 0      |
| . Redaelli     | 2        | 0       | 0            | 0            | 2        | 0      |
| M. Riva        | 22       | 0       | 4            | 0            | 26       | 0      |
| A. Rivolta     | 5        | -7      | 0            | 0            | 5        | -7     |
| C.F. Rossini   | 2        | 0       | 0            | 0            | 2        | 0      |
| O. Schäfer     | 9        | 3       | 0            | 0            | 9        | 3      |
| F. Viganò      | 3        | 0       | 0            | 0            | 3        | 0      |
| A. Vismara     | 7        | 1       | 0            | 0            | 7        | 1      |

Seconda squadra (riserve) partecipante ai campionati regionali di Prima Divisione:

Faini (Frigerio); Pagliani (Caglio), Rossini (Mariani); Viganò, Fossati (Riva), Galdini (Villa); Pasquali (Negri), Migliavacca (Piazza), Biassoni (Rampini), Beretta (Farina), Pedani.

## Arrivi e partenze
| Acquisti | Acquisti                  | Acquisti   | Acquisti         |
| -------- | ------------------------- | ---------- | ---------------- |
| A        | Luigi Beccari             | Milano     | definitivo       |
| D        | G. Borgonovo              | ???        | ???              |
| A        | Luigi Caprotti            | Monza      | riserve          |
| C        | Dante Compostella         | Derthona   | definitivo       |
| P        | Ernesto Corno             | ???        | giovanili        |
| D        | Giuseppe Erba             | Milano     | prestito         |
| P        | Guerrino Faini            | Ponziana   | congedo militare |
| A        | Plinio Formicola          | Brugherio  | definitivo       |
| D        | Luigi Fumagalli           | Seregno    | definitivo       |
| A        | Gian Luigi Lecchi         | Caravaggio | definitivo       |
| A        | Pierino Mandelli          | ???        | definitivo       |
| A        | Attilio Migliavacca       | ???        | definitivo       |
| P        | Alfredo Rivolta           | ???        | definitivo       |
| D        | Cesare Ferdinando Rossini | ???        | definitivo       |
| A        | Otto Schäfer              | Fanfulla   | definitivo       |
| A        | Ferruccio Viganò          | ???        | definitivo       |

| Cessioni | Cessioni            | Cessioni  | Cessioni      |
| -------- | ------------------- | --------- | ------------- |
| A        | Giovanni Arosio     | Lissone   | definitivo    |
| A        | Umberto Arosio      | ???       | definitivo    |
| A        | Maurizio Biella     | ???       | definitivo    |
| .        | Angelo Boffi        | Meda      | prestito      |
| C        | Giovanni Brioschi   | ???       | definitivo    |
| A        | Aurelio Cantieri    | Lissone   | prestito      |
| .        | Luigi Casati        | ???       | definitivo    |
| A        | Andrea Dugnani      | Cremonese | definitivo    |
| P        | Francesco Frigerio  | Lecco     | definitivo    |
| D        | Olivo Parma         | Fanfulla  | definitivo    |
| .        | Mario Piazza        | Lissone   | prestito      |
| A        | Giuseppe Rampini    | Como      | fine prestito |
| C        | Giuseppe Spirolazzi | Fanfulla  | definitivo    |
| P        | Giovanni Tronconi   | ???       | definitivo    |
| A        | Giorgio Verità      | ???       | definitivo    |
| C        | Giacomo Villa       | ???       | definitivo    |